# IC7
O IC 7 é um itinerário complementar de Portugal por construir que ligará Oliveira do Hospital a Fornos de Algodres. Dará continuidade ao  IC 6  (proveniente de Coimbra) para leste e seguindo sempre próximo da Estrada da Beira servirá as cidades de Seia e Gouveia.
Esteve incluída na concessão Serra da Estrela lançada em 2009 mas suspensa em 2010 devido às dificuldades económicas - a sua conclusão chegou a estar prevista para 2013 mas até lá não foi o sucedido, até porque 2013 já passou e o projeto ainda não avançou, como tal.
Em 2013 vários deputados das zonas e dos Concelhos onde o IC 7 irá passar no futuro já tentaram "puxar" pelo assunto sobre o IC 7 e o quanto o mesmo faz falta para o estado, só que mesmo assim devido ao grandes gastos que o IC 7 iria ter em cima da crise económica, tudo ficou na mesma, sem efeito. Mas com estas grandes abafes e conversas entre os concelhos abrangentes que os mesmos tiveram pelo apelo à construção desta Via-Rápida, espera-se então que a construção avance nos próximos tempos, talvez então quando a crise económica acabar.

## Estado dos troços
| Troço                                                       | Situação | km |
| ----------------------------------------------------------- | --- | -- |
| Oliveira do Hospital ( IC 6 ) - Fornos de Algodres ( A 25 ) | Estudos concluídos e validados ambientalmente Projeto suspenso devido à crise económica Previsão da construção: 2015-2016 (nunca foi iniciada) | 40 |

## Estudos de traçado
1. Estudo de Impacto Ambiental do IC 7 - Oliveira do Hospital / Fornos de Algodres: